# Fodina stola
Fodina stola là một loài bướm đêm trong họ Noctuidae.